# حسین بی‌لی (فضولی)
حسین بی‌لی (ترکی آذربایجانی: Hüseynbəyli) یک منطقهٔ مسکونی در جمهوری آرتساخ است که در استان هادروت واقع شده‌است.